# Криушинское сельское поселение
Криушинское сельское поселение — муниципальное образование (сельское поселение) в Клепиковском районе Рязанской области.
Административный центр — село Криуша.

## История
Криушинское сельское поселение образовано в 2006 г.

## Население
| 2010 | 2012  | 2013  | 2014  | 2015  | 2016  | 2017 |
| ---- | ----- | ----- | ----- | ----- | ----- | ---- |
| 1024 | ↗1045 | ↗1055 | ↘1054 | ↘1041 | ↘1013 | ↘972 |
| 2018 | 2019  | 2020  | 2021  |       |       |      |
| ↘939 | ↘925  | ↘905  | ↗1042 |       |       |      |

## Состав сельского поселения
В состав сельского поселения входят 3 населённых пункта
| № | Населённый пункт | Тип населённого пункта       | Население |
| - | ---------------- | ---------------------------- | --------- |
| 1 | Криуша           | село, административный центр | ↗979      |
| 2 | Малиновка        | посёлок                      | 33        |
| 3 | Рябиновка        | деревня                      | 12        |